# Enorma Jean
Enorma Jean, nombre artístico de Davide Gatto, es una artista drag, conocida por participar en Drag Race Italia, la franquicia italiana del programa de telerrealidad RuPaul's Drag Race.
En el cuarto episodio, Enorma y Ava Hangar compitieron en un lip sync para tener la oportunidad de permanecer en el programa como castigo por maldecir e insultar al personal de producción. Enorma perdió el reto y, por lo tanto, fue descalificada.

## Filmografía
- Drag Race Italia (2021)
- Love Club (2023) - serie de Prime Video